# Нд'як Арам Бакар
Нд'як Арам Бакар (д/н — 1757) — брак (володар) держави Ваало в 1732—1757 роках.

## Життєпис
Походив з династії Мбодж. Другий син Арам Бакара (Баку) та Фари Кондами з гілки Меен династії Теед'єк. Про молоді роки відомостей обмаль. Ймовірно за правління свого стрийка — брака Бер Т'яаки разом з братами Єрім Мбан'єком і Натаго Арамом очолив повстання. Причиною стало те, що брак призначив своїми спадкоємцями синів сестри з гілки Логгар. Проте брати зазнали поразки, внаслідок чого втекли до імперії Фута-Торо, де отримали підтримку від тамтешнього володаря Сулей Нджая II.
1716 року разом з братом Єрім Мбан'їком повернутися до Ваало. Брав участь у поваленні Бер Т'яаки. Згодом долучався до усіх державним справ, допомагаючи старшому братові, що став новим браком.
1732 року після смерті Єрім Мбан'їка обирається новим браком Ваало. Продовжив політику попередника на захист півночі від маврів та берберів. 1733 року переніс столицю до Ндеру (південь країни). 1742 році придушив повстання проти себе, яке підбурили маври.
1749 року втрутився у боротьбу за трон між дамелем Меїсса Біге та його стрийком Махуа 1749 року в битві біля Ндіамсіла в Баолі завдав поразки Меїсса Біге, якого повалив. Після цього захопив Кайор. З огляду на успіх спочатку намагався домогтися обрання дамелем свого брата Натаго Арама, проте невдало. Згодом оголосив дамелем Доробе Мавоо Мбата. Але той не мав підтримки. Тому зрештою брак Ваало підтримав Махуа знову.
1754 році вирішив надати допомогу Меїсса Нгоне, який втім лише у 1757 році зумів відвоювати трон. Невдовзі після цього Нд'як Арам Бакар помер. Йому спадкував молодший брат Натаго Арам.